# Plateforme de gestion de données
Pour les articles homonymes, voir DMP.
 (novembre 2015).
Si vous disposez d'ouvrages ou d'articles de référence ou si vous connaissez des sites web de qualité traitant du thème abordé ici, merci de compléter l'article en donnant les références utiles à sa vérifiabilité et en les liant à la section « Notes et références ».
Une plateforme de gestion de données est une plateforme logicielle servant à recueillir et à gérer les données. Elle permet à une entreprise d'identifier des catégories de public et à cibler des utilisateurs et des contextes spécifiques en vue de campagnes de publicité en ligne par exemple,.

## Volumétrie
Les plateformes de gestion de données sont capables d'enregistrer des milliards d'informations par jour. Ces informations se répartissent en deux types :
- les données concernant l'internaute, par exemple son genre, son âge, ses centres d'intérêt ;
- les données concernent l'environnement de l'utilisateur, par exemple le site web ou l'article qu'il consulte, la fréquence des visites, le temps passé sur le site.

## Traitement en temps réel et par lots
Il existe deux types de plateforme de gestion des données : les plateformes de gestion en temps réel et les plateformes de gestion par lots.

### Gestion en temps réel
Les plateformes de gestion en temps réel sont capables d'exploiter et de rendre les données stockées en quasi temps réel. Ces plateformes de gestion traitent ainsi la segmentation des internautes au fil de l'eau et mettent les utilisateurs dans les bonnes cases au fur et à mesure qu'elles reçoivent des informations les concernant.

L'avantage des plateformes de gestion en temps réel est d'avoir une vision de l'internaute tenant compte de ses plus récentes activités.

### Gestion par lots
Les plateformes de gestion par lots stockent les informations sur les utilisateurs, mais ne procèdent à leur traitement que périodiquement, par exemple, une fois par jour ou une fois par semaine.
L'avantage des plateformes de gestion par lots est d'avoir une vue précise sur l'utilisateur, associée à des algorithmes de segmentation avancés.

## Communication entre plateformes de gestion
La communication entre plateformes de gestion s'effectue par des API ou par appel de plateformes de gestion à chaque contact avec l'internaute.
Dans le cas des appels de plateformes de gestion à chaque contact, la plateforme de gestion A active un script de la plateforme de gestion B pour lui pousser de l'information lors de l'action de l'internaute (visite, consultation d'une page, évènement spécifique comme un clic).
Dans le cas serveur à serveur, les deux plateformes de gestion mettent en place une table de correspondance d'identifiants et la plateforme de gestion A met à jour les informations de la plateforme de gestion B par transmission d'un fichier plat ou par API. Cette 2e méthode est actuellement la plus utilisée parce qu'elle permet une meilleure réactivité de la data et elle n'est pas tributaire d'un évènement de l'internaute.